# I’ll Die for You
Az I’ll Die for You a Sweetbox első kislemeze a Sweetbox című albumról; az első kislemez Tina Harris énekesnővel. A német slágerlistán 59. helyezést ért el.

## Számlista
CD maxi kislemez (Németország)
1. I’ll Die for You (Sweetbox Radio Mix) – 3:09
2. I’ll Die for You (Radio Mix) – 3:08
3. I’ll Die for You (Geo’s Club Mix) – 6:20
4. I’ll Die for You (Sweetbox Club Mix) – 4:57
5. I’ll Die for You (Die Strictly Hip Mix) – 4:24

CD maxi kislemez (Németország)
1. I’ll Die for You (Smooth Radio Mix) – 3:11
2. I’ll Die for You (Sweetbox Radio Mix) – 3:09
3. I’ll Die for You (Jay Frog’s Club Mix) – 7:29
4. I’ll Die for You (Instrumental) – 3:08
5. I’ll Die for You (A Capella) – 3:08

12" maxi kislemez (Németország)
1. I’ll Die for You (Club Mix) – 4:56
2. I’ll Die for You (Die Strictly Hip Mix) – 4:24
3. I’ll Die for You (Geo’s Club Mix) – 6:20
4. I’ll Die for You (Extended Version) – 4:37

## Remixek, változatok
- I’ll Die for You (A Capella) – 3:08
- I’ll Die for You (Club Mix) – 4:56
- I’ll Die for You (Die Strictly Hip Mix) – 4:24
- I’ll Die for You (Extended Version) – 4:37
- I’ll Die for You (Geo’s Club Mix) – 6:20
- I’ll Die for You (Instrumental) – 3:08
- I’ll Die for You (Jay Frog’s Club Mix) – 7:29
- I’ll Die for You (Radio Mix) – 3:08
- I’ll Die for You (Smooth Radio Mix) – 3:11
- I’ll Die for You (Sweetbox Club Mix) – 4:57
- I’ll Die for You (Sweetbox Radio Mix) – 3:09